# Ramberry Cairn
Der Ramberry Cairn ist eine Geländeformation in der Nähe von Quanterness und enthält eine erst 2005 freigelegte bronzezeitlichen Steinkiste mit einzigartigem Fundmaterial. Ramberry liegt nordwestlich von Kirkwall auf Mainland, der größten Insel der schottischen Orkney.
Eine zuvor nur als stark beschädigt erkennbare Struktur erwies sich bei der Ausgrabung als Überrest eines Cairns. Erhalten sind nur die unteren Bereiche des Mauerwerks, das von zusammengebrochenem Mauerwerk der oberen Bereiche überlagert war. Obwohl die Anlage praktisch zerstört ist, blieb genug erhalten, um einen groben Überblick über das ursprüngliche Aussehen zu erhalten. Die Struktur war rund, und laut Nick Card vom Orkney Trust könnte es sich um einen völlig neuen Denkmaltyp mit rituellem Charakter handeln. Durch das Fehlen von Keramik konnte die – wahrscheinlich jungsteinzeitliche – Anlage nicht genauer datiert werden.

Ramberry Point von der A 960

Der nach Südosten gerichtete Zugang zum Cairn, der einen Durchmesser von etwa fünf Metern hat, erfolgte durch einen etwa 2,5 Meter langen Gang. Der Gang und seine Ausrichtung sind typisch für die Cairns auf Orkney. Sie legen nahe, dass die Struktur eine rituelle Funktion hatte. Die Lage in der Nähe der neolithischen Siedlung „Crossiecrown“ macht es wahrscheinlich, dass der Cairn, und später die in der Nähe gefundene Steinkiste (die wohl Teil eines Friedhofes ist), eine Funktion im dörflichen Leben der Siedlung hatten. Andererseits gab es einen Mangel an Material, das im Zusammenhang mit einer Verwendung als Grab zu erwarten wäre. So wurden keine menschlichen Überreste gefunden. Es hat den Anschein, als ob die Struktur final bewusst zerstört wurde.
Während der Bronzezeit (1800–600 v. Chr.), wurde auf dem Gelände aus unbekanntem Anlass eine Steinsetzung errichtet, und ein Ard (ein vorzeitlicher Pflugtyp) wurde in einem Hügelgrab in der Nähe niedergelegt.